# Угар (приток Урсула)
Угар — река в России, протекает по Усть-Канскому району Республики Алтай. Устье реки находится в 114 км от устья реки Урсул (Ело) по правому берегу. Длина реки составляет 20 км. Притоки — Марчела, Изилю.

## Данные водного реестра
По данным государственного водного реестра России относится к Верхнеобскому бассейновому округу, водохозяйственный участок реки — Катунь, речной подбассейн реки — Бия и Катунь. Речной бассейн реки — (Верхняя) Обь до впадения Иртыша.